# Бои за Кок-Тобе
Бои за Кок-Тобе — перестрелка у башни Кок-Тобе между силовыми структурами которые приняли друг друга за террористов, произошла 6 января 2022 года между Пограничной службой КНБ и спецподразделениями полиции.

## Предыстория
Начавшиеся в первые дни 2022 года на западе страны мирные митинги из-за повышения цен на газ быстро охватили другие города и вскоре перетекли в массовые столкновения протестующих с государственными органами, часто доходящих до перестрелок и приводивших к серьезным потерям. Тысячи людей требовали политических реформ, ухода из политики бывшего президента Нурсултана Назарбаева и действующего президента Касым-Жомарта Токаева.

## Хронология
6 января в Академию поступило распоряжение: направить офицеров и курсантов на гору Кок-Тобе в юго-восточной части города, где расположена телевизионная башня. Подполковник Галымжан Садвакасов выехал вместе с курсантами. В группе с ним было 13 человек. Башню охраняли три группы: пограничный спецназ «Буран» занял высоту, департамент Пограничной службы занял оборону телебашни, а группа Садвакасова обороняли дорогу в 200 метрах от телебашни.
Позже к телебашне приближалась гражданская машина, но развернулась из-за выстрелов в воздух пограничников. Как оказалось позже, это была разведка полиции и к башне выдвинулась колонна из пяти машин полиции — легковых автомобилей и двух Hummerов. Первым стрельбу начали атакующие и ранили фельдшера. Увидев это, пограничники открыли ответный огонь, БКМ погранслужбы на высокой скорости протаранила колонну атакующих, переехав автомобиль Camry и перевернув один Hummer. После этого сотрудники МВД отступили, а из группы подполковника Садвакасова 9 из 13 пограничников убежали с места боя. Осмотрев поле боя, подполковник выяснил что стреляли по полицейским, вызвал скорую и доложил генералу Серику Джазину. В это время подразделение «Арлан» у подножия Кок-Тобе в количестве около 40 человек со спецтехникой готовило второй штурм, но остановились при виде скорой помощи и генерала Джазина.

## Реакция властей

### Официальная версия
Комитет национальной безопасности после кровопролитных событий сообщил, что 6 января 2022 года «преступники попытались захватить телевизионную и радиовещательную башню Кок-Тобе, с которой бандиты намеревались организовать выступление, выдвинуть свои требования, однако пограничники отразили нападение». Спецслужба заявила, что задействованный в обороне стратегических объектов личный состав работал совместно с правоохранительными органами.
Судебное расследование
Прокуроры сообщили о задержании одного жителя пригорода Алматы, которого назвали организатором попытки захвата. Но до суда дело об атаке на Кок-Тобе, судя по открытым источникам, не дошло.